# Sabine Gisiger

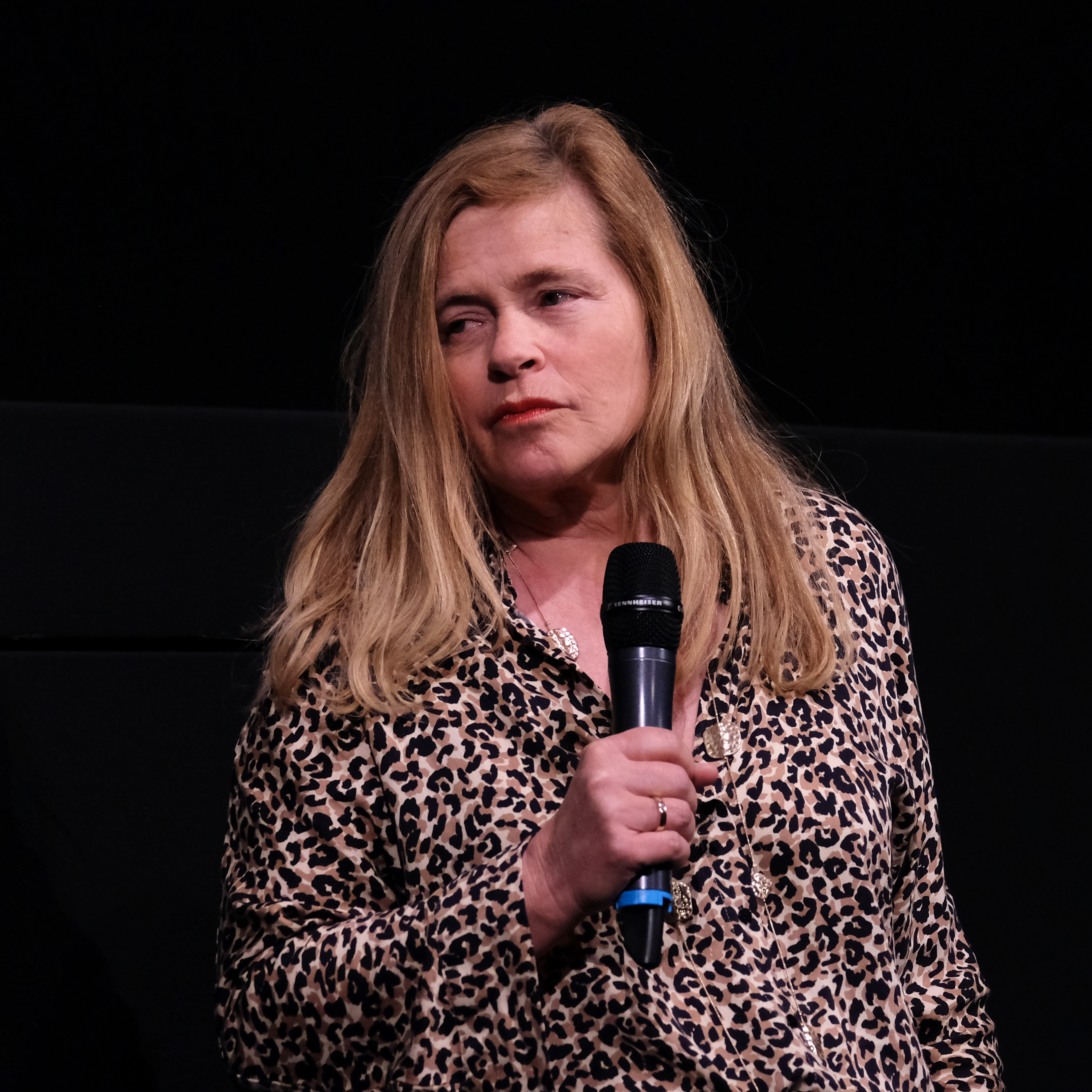
Sabine Gisiger (2024)

Sabine Gisiger (* 1959 in Zürich) ist eine Schweizer Filmregisseurin und Drehbuchautorin.

## Biografie
Sabine Gisiger absolvierte von 1980 bis 1987 an den Universitäten Zürich und Pisa ein Studium in Geschichte, das sie mit einem Doktorgrad abschloss. Von 1988 bis 2013 arbeitete sie regelmässig als Reporterin beim Schweizer Radio und Fernsehen im In- und Ausland, vor allem für die Rundschau. Seit 1990 arbeitet sie als freischaffende Dokumentarfilmerin. Seit 2002 unterrichtet sie als Professorin für Dokumentarfilm an der Zürcher Hochschule der Künste und an der HSLU Luzern. Einen Grossteil ihrer Filme entstanden in Zusammenarbeit mit der Produzentin Karin Koch, Dschoint Ventschr, sowie der Kamerafrau Helena Vagnières und der Editorin Barbara Weber.
Sabine Gisiger ist Mitglied der Schweizer Filmakademie und der European Film Academy.

## Filmografie
- 1990: Die letzte Jagd (TV-Dokumentarfilm; mit Andreas Hoessli)[5]
- 1992: + Alles Andere
- 1995: Motor nasch (mit Marcel Zwingli)
- 1996: Leben im Hip Hop (TV-Dokumentarfilm)
- 1997: Die Farben der Hoffnung
- 1998: Moskau – ein Gedicht
- 2000: Do It (mit Marcel Zwingli)
- 2003: Homeland (TV-Dokumentarfilm)
- 2005: Gambit – Verdacht auf eine Straftat
- 2008: Ya Sharr Mout (TV-Dokumentarfilm)
- 2010: Guru – Bhagwan, His Secretary & His Bodyguard (mit Beat Häner)[6]
- 2011: Die Schönheit der Stimme (La voce in Bellezza) (TV-Dokumentarfilm SRF/Arte)[7]
- 2014: Yaloms Anleitung zum Glücklichsein (Yalom's Cure)
- 2014: Friedrich Dürrenmatt – Im Labyrinth[8] (TV-Dokumentarfilm, SRF/Arte)
- 2015: Friedrich Dürrenmatt – Eine Liebesgeschichte (Kino-Dokumentarfilm)[9]
- 2017: Willkommen in der Schweiz (Kino-Dokumentarfilm)[10]
- 2023: The Mies van der Rohes (Kino-Dokumentarfilm)[11]
- 2025: Jelmoli – Biografie eines Warenhauses (TV-Dokumentation)

## Auszeichnungen
- 2001 Schweizer Filmpreis (Bester Dokumentarfilm für Do It)
- 2006 Nomination für den Schweizer Filmpreis (Bester Dokumentarfilm für Gambit)
- 2011 Nomination für den Schweizer Filmpreis (Bester Dokumentarfilm für Guru)
- 2015 Nomination für den Schweizer Filmpreis (Bester Dokumentarfilm für Yalom's Cure)

## Publikationen
- Regula Bochsler, Sabine Gisiger. Dienen in der Fremde: Dienstmädchen und ihre Herrschaften in der Schweiz des 20. Jahrhunderts. Zürich: Chronos, 1989. ISBN 3-905278-41-3